# 고분자 전해질

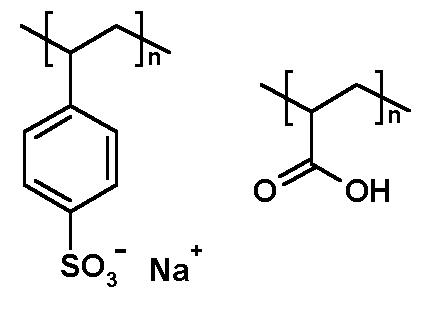
두 가지 합성 고분자 전해질의 화학 구조 예시. 왼쪽은 폴리(나트륨 스티렌 설포네이트)(PSS)이며, 오른쪽은 폴리아크릴산(PAA)이다. 둘 다 해리될 때 음전하를 띤 고분자 전해질이다. PSS는 '강한' 고분자 전해질(용액에서 완전히 전하를 띤다)인 반면, PAA는 '약한'(부분적으로 전하를 띤다) 고분자 전해질이다.

고분자 전해질(Polyelectrolyte) 또는 다가 전해질은 반복 단위에 전해질 그룹을 가진 중합체이다. 양이온 중합체와 음이온 중합체는 고분자 전해질이다. 이러한 그룹은 수용액(물)에서 해리되어 중합체를 대 전되게 한다. 따라서 고분자 전해질의 특성은 전해질(염)과 중합체(높은 분자량 화합물)의 특성과 유사하며 때로는 폴리염이라고도 불린다. 염과 마찬가지로 그 용액은 전도성을 띤다. 중합체와 마찬가지로 그 용액은 종종 점성을 띤다. 연질 물질 시스템에서 흔히 나타나는 전하를 띤 분자 사슬은 다양한 분자 집합체의 구조, 안정성 및 상호 작용을 결정하는 데 근본적인 역할을 한다. 통계적 특성을 설명하는 이론적 접근 방식은 전기적으로 중성인 대응물과 크게 다르지만, 기술 및 산업 분야에서는 고유한 특성을 활용한다. 많은 생체 분자는 고분자 전해질이다. 예를 들어, 폴리펩타이드, 글리코사미노글리칸, DNA는 고분자 전해질이다. 천연 및 합성 고분자 전해질은 다양한 산업 분야에서 사용된다.
고분자 전해질: 상당 부분의 구성 단위에 이온 또는 이온화 가능한 그룹 또는 둘 다를 포함하는 거대 분자로 구성된 중합체. (참고는 골드 북 항목 참조.)

## 전하
산은 약산 또는 강산으로 분류된다 (그리고 염기도 마찬가지로 약염기 또는 강염기일 수 있다). 마찬가지로 고분자 전해질은 "약한" 유형과 "강한" 유형으로 나눌 수 있다. "강한" 고분자 전해질은 대부분의 합리적인 pH 값에서 용액에서 완전히 해리된다. 반면에 "약한" 고분자 전해질은 ~2에서 ~10 범위의 이온화 상수(pKa 또는 pKb)를 가지므로 중간 pH에서 부분적으로 해리된다. 따라서 약한 고분자 전해질은 용액에서 완전히 대전되지 않으며, 더욱이 분수 전하는 용액 pH, 반대 이온 농도 또는 이온 강도를 변경하여 수정할 수 있다.
고분자 전해질 용액의 물리적 특성은 일반적으로 이러한 이온화 정도에 의해 크게 영향을 받는다. 고분자 전해질 해리는 반대 이온을 방출하므로 필연적으로 용액의 이온 강도와 그에 따른 디바이 길이에 영향을 미친다. 이것은 차례로 전기 전도도와 같은 다른 특성에 영향을 미친다.
두 개의 반대 전하를 띤 중합체 용액(즉, 양이온 중합체 용액과 음이온 중합체 용액)을 혼합하면 일반적으로 벌크 복합체(침전)가 형성된다. 이는 반대 전하를 띤 중합체가 서로 끌어당겨 결합하기 때문에 발생한다.

## 형태
모든 중합체의 형태는 여러 요인, 특히 중합체 구조와 용매 친화도에 영향을 받는다. 고분자 전해질의 경우 전하도 영향을 미친다. 비대칭 선형 중합체 사슬은 일반적으로 용액에서 무작위 형태(자기 회피 3차원 무작위 행보에 가깝다)를 취하는 반면, 선형 고분자 전해질 사슬의 전하는 이중층 힘을 통해 서로 반발하여 사슬이 더 확장되고 단단한 막대 모양의 형태를 취하게 한다. 용액에 많은 양의 염이 첨가되면 전하가 차폐된다. 따라서 고분자 전해질 사슬은 더 재래적인 형태(좋은 용매의 중성 사슬과 본질적으로 동일)로 붕괴된다.
중합체 형태는 많은 벌크 특성(점성도, 탁도 등)에 영향을 미친다. 고분자 전해질의 통계적 형태는 기존 중합체 이론의 변형을 사용하여 포착할 수 있지만, 정전기적 상호 작용의 장거리적 특성 때문에 고분자 전해질 사슬을 제대로 모델링하는 것은 일반적으로 계산 집약적이다. 정적 광산란과 같은 기술을 사용하여 고분자 전해질 형태와 형태 변화를 연구할 수 있다.

## 폴리암포라이트
양쪽성 중합체: 양이온 및 음이온 그룹 또는 해당 이온화 가능한 그룹을 모두 포함하는 거대 분자로 구성된 고분자 전해질. (참고는 골드 북 항목 참조.)
양이온 및 음이온 반복 그룹을 모두 갖는 고분자 전해질을 폴리암포라이트라고 한다. 이 그룹들의 산-염기 평형 간의 경쟁은 그들의 물리적 행동에 추가적인 복잡성을 야기한다. 이러한 중합체는 일반적으로 충분한 염이 첨가되어 반대 전하를 띤 세그먼트 간의 상호 작용을 차폐할 때만 용해된다. 양쪽성 거대 다공성 하이드로겔의 경우, 농축된 염 용액의 작용은 거대 분자의 공유 가교로 인해 폴리암포라이트 물질의 용해를 유도하지 않는다. 합성 3차원 거대 다공성 하이드로겔은 매우 희석된 수용액에서 광범위한 pH 범위에서 중금속 이온을 흡착하는 탁월한 능력을 보여주며, 이는 나중에 염수 정화용 흡착제로 사용될 수 있다. 모든 단백질은 일부 아미노산이 산성인 경향이 있고 다른 아미노산은 염기성이므로 폴리암포라이트이다.

## 응용
고분자 전해질은 수용액 및 젤의 흐름 및 안정성 특성을 변경하는 것과 관련된 많은 응용 분야를 가지고 있다. 예를 들어, 이들은 콜로이드 현탁액을 불안정하게 만들고 응집 (침전)을 유도하는 데 사용할 수 있다. 또한 중성 입자에 표면 전하를 부여하여 수용액에 분산될 수 있도록 하는 데 사용할 수도 있다. 따라서 이들은 종종 증점제, 유화제, 컨디셔너, 정화제, 심지어 항력 감소제로 사용된다. 이들은 물 처리 및 석유 회수에 사용된다. 많은 비누, 샴푸, 화장품에는 고분자 전해질이 포함되어 있다. 또한 이들은 많은 식품 및 콘크리트 혼합물(슈퍼가소제)에 첨가된다. 식품 라벨에 나타나는 고분자 전해질 중 일부는 펙틴, 카라기난, 알긴산염, 카르복시메틸 셀룰로스이다. 마지막을 제외한 모두는 천연 기원이다. 마지막으로 이들은 시멘트를 포함한 다양한 재료에 사용된다.
일부는 수용성이므로 생화학 및 의료 응용 분야에서도 연구되고 있다. 현재 생체 적합성 고분자 전해질을 이식물 코팅, 제어 약물 방출 및 기타 응용 분야에 사용하는 것에 대한 많은 연구가 진행되고 있다. 따라서 최근에는 고분자 전해질 복합체로 구성된 생체 적합성 및 생분해성 거대 다공성 물질이 기술되었으며, 이 물질은 포유류 세포의 우수한 증식 및 근육과 같은 부드러운 액추에이터를 나타냈다.

## 다층 필름
고분자 전해질은 고분자 전해질 다층 필름 (PEM)으로 알려진 새로운 유형의 재료 형성에 사용되었다. 이러한 얇은 필름은 층별 (LbL) 증착 기술을 사용하여 구성된다. LbL 증착 중에는 적합한 성장 기판 (보통 전하를 띤다)이 양전하 및 음전하 고분자 전해질 용액의 묽은 욕조 사이를 앞뒤로 담근다. 각 담금 동안 소량의 고분자 전해질이 흡착되고 표면 전하가 반전되어 양이온 중합체-음이온 중합체 층의 정전기적으로 가교된 필름이 점진적이고 제어적으로 축적될 수 있다. 과학자들은 이러한 필름의 두께를 단일 나노미터 스케일까지 제어할 수 있음을 보여주었다. LbL 필름은 고분자 전해질 중 하나를 대신하거나 추가하여 나노입자 또는 점토 판상체와 같은 전하를 띤 종을 대체하여 구성할 수도 있다. LbL 증착은 정전기학 대신 수소 결합을 사용하여도 수행되었다.(다층 필름 생성에 대한 자세한 내용은 고분자 전해질 흡착을 참조)

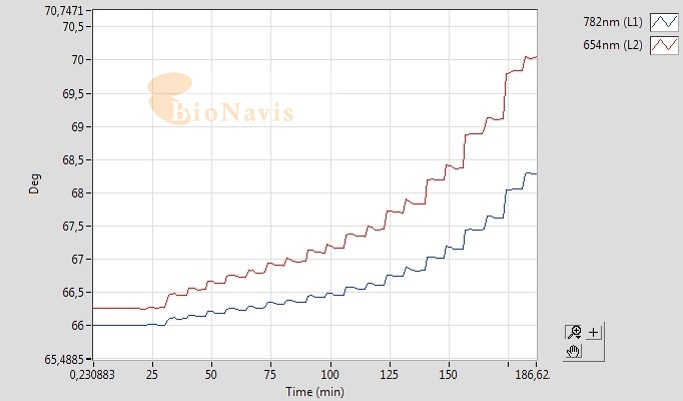
다중 매개변수 표면 플라즈몬 공명으로 측정한 PSS-PAH 고분자 전해질 다층 필름 20개 층 형성

금 기판에 PEM (PSS-PAH (poly(allylamine) hydrochloride))의 LbL 형성는 그림에서 볼 수 있다. 흡착 속도, 층 두께 및 광학 밀도를 결정하기 위해 다중 매개변수 표면 플라즈몬 공명을 사용하여 형성이 측정된다.
PEM 코팅의 주요 장점은 물체를 적합하게 코팅할 수 있는 능력 (즉, 이 기술은 평평한 물체 코팅에만 국한되지 않음), 수성 공정 사용의 환경적 이점, 합리적인 비용, 그리고 금속 또는 반도체 나노입자 합성, 또는 공극률 상전이와 같은 필름의 특정 화학적 특성 활용을 통한 추가 수정 가능성으로, 반사 방지 코팅, 광학 셔터, 초소수성 코팅을 만들 수 있다.

## 브리징
고분자 전해질 사슬이 대전된 거대 이온 시스템(즉, DNA 분자 배열)에 추가되면 고분자 전해질 브리징이라고 불리는 흥미로운 현상이 발생할 수 있다. 브리징 상호 작용이라는 용어는 일반적으로 단일 고분자 전해질 사슬이 두 개(또는 그 이상)의 반대 전하를 띤 거대 이온(예: DNA 분자)에 흡착하여 분자 브리지를 형성하고 연결성을 통해 그들 사이의 인력 상호 작용을 매개하는 상황에 적용된다.
거대 이온 분리가 작으면 사슬은 거대 이온 사이에 끼이고 시스템의 정전기적 효과는 입체 효과에 의해 완전히 지배된다. 시스템은 효과적으로 방전된다. 거대 이온 분리를 증가시키면 동시에 그들에 흡착된 고분자 전해질 사슬을 늘린다. 사슬의 늘어남은 사슬의 고무 탄성으로 인해 위에서 언급한 인력 상호 작용을 유발한다.
연결성 때문에 고분자 전해질 사슬의 행동은 제한된 연결되지 않은 이온의 행동과 거의 유사하지 않다.

## 폴리산
중합체 용어에서 폴리산은 구성 단위의 상당 부분에 산 그룹을 포함하는 거대 분자로 구성된 고분자 전해질이다. 가장 흔하게는 산 그룹이 –COOH, –SO3H, 또는 –PO3H2이다.

## 같이 보기
- 분산도
- 이온교환수지
- 폴리피리디늄염